# Muscle soléaire
Pour un article plus général, voir Muscle triceps sural.

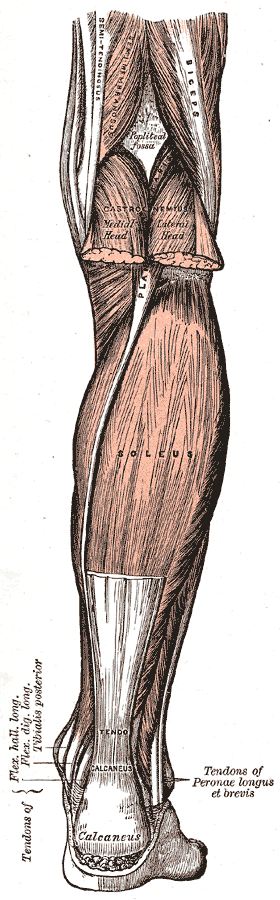
Le muscle soléaire (soleus) et les structures alentour, tiré du Gray's Anatomy, en vue postérieure de la jambe droite, la majeure partie du muscle gastrocnémien (gastrocnemius) ayant été retirée.

Le muscle soléaire est un muscle du membre inférieur situé à l’arrière de la jambe. Il est contenu dans la partie superficielle de la loge crurale postérieure et le muscle qui constitue avec le muscle gastrocnémien le muscle triceps sural.

## Description
Le muscle soléaire est un muscle puissant large et épais. Il relie le tibia et la fibula au calcanéus.
Ce muscle est composé presque exclusivement de fibres de type 1.

## Origine
Le muscle soléaire se fixe sur la fibula au niveau de la partie postéro-médiale de la tête fibulaire et sur le bord latéral et la face postérieure de cet os en débordant sur la membrane interosseuse de la jambe. Il se fixe sur le tibia sur la ligne du muscle soléaire. Entre ces deux ponts d'origine, une arcade tendineuse complète la fixation du muscle.

## Trajet
Le muscle soléaire descend verticalement entre le muscle gastrocnémien et les muscles de la loge crurale postérieure profonde. Ses fibres musculaires descendent plus bas que celles du muscle gastrocnémien.

## Terminaison
Les fibres musculaires convergent pour former une lame tendineuse qui fusionne avec celle du gastrocnémien pour former le tendon calcanéen qui se termine sur la tubérosité du calcanéum.

## Innervation
Le muscle soléaire est innervé par des branches issues du nerf tibial, spécifiquement des racines nerveuses L5 à S2.

## Vascularisation
Le muscle soléaire est vascularisé par un pédicule vasculaire prédominant et un pédicule vasculaire accessoire.

## Anatomie fonctionnelle
Le muscle soléaire est surtout extenseur du pied (fléchisseur plantaire), ce qui permet de stabiliser la jambe sur le pied en station debout.
Avec l'ensemble du muscle triceps sural, il est un extenseur très puissant du pied (fléchisseur plantaire de la cheville). C'est donc le muscle de la marche et du saut qui permet de ramener l'arrière du pied vers le haut, donc d'abaisser les orteils ou d'élever le talon quand le pied est au sol.